# ウェイクフォレスト・デーモンディーコンズ

ウェイクフォレスト・カラーのACCのロゴ

ウェイクフォレスト・デーモンディーコンズ（英: Wake Forest Demon Deacons）は、アメリカ合衆国のウェイクフォレスト大学のスポーツ競技チーム。NCAAディビジョンI所属。

## 競技チーム
| 男子スポーツ                            | 女子スポーツ       |
| --------------------------------------- | ------------------ |
| 野球                                    | バスケットボール   |
| バスケットボール                        | クロスカントリー   |
| クロスカントリー                        | フィールドホッケー |
| フットボール                            | ゴルフ             |
| ゴルフ                                  | サッカー           |
| サッカー                                | テニス             |
| テニス                                  | 陸上†              |
| 陸上†                                   | バレーボール       |
| †屋外競技チームと室内競技チームがある。 |                    |